# Drugi rząd Larsa Løkke Rasmussena
Drugi rząd Larsa Løkke Rasmussena – rząd Królestwa Danii istniejący od 28 czerwca 2015 do 28 listopada 2016.
Gabinet powstał po wyborach parlamentarnych w 2015. Venstre, główna partia centroprawicowa byłego premiera Larsa Løkke Rasmussena, zajęła w nich trzecie miejsce, tracąc kilkanaście mandatów. Wybory wygrali rządzący Socjaldemokraci, jednak słabsze wyniki innych ugrupowań lewicowych spowodowały, że większość w Folketingecie (90 mandatów) uzyskały ugrupowania centroprawicy. Lider Venstre tym samym mógł przejąć inicjatywę w rozmowach nad utworzeniem nowego rządu.
Ostatecznie Lars Løkke Rasmussen zdecydował się na powołanie rządu mniejszościowego składającego się wyłącznie z ministrów należących do Venstre. Poparcie w parlamencie zadeklarowały Duńska Partia Ludowa, Sojusz Liberalny i Konserwatywna Partia Ludowa. Gabinet został zaprzysiężony 28 czerwca 2015. Jako rząd opierający się na 34 deputowanych Venstre stał się gabinetem z najmniejszym formalnym zapleczem poselskim od czasu powołanego w 1973 rządu Poula Hartlinga.
28 listopada 2016 Lars Løkke Rasmussen powołał swój trzeci gabinet, w skład którego weszli przedstawiciele Venstre, Sojuszu Liberalnego i konserwatystów.

## Skład rządu
- premier: Lars Løkke Rasmussen (V)
- minister finansów: Claus Hjort Frederiksen (V)
- minister spraw zagranicznych: Kristian Jensen (V)
- minister kultury i ds. kościelnych: Bertel Haarder (V)
- minister transportu i budownictwa: Hans Christian Schmidt (V)
- minister środowiska i rolnictwa: Eva Kjer Hansen (V, do 27 lutego 2016), Esben Lunde Larsen (V, od 29 lutego 2016)
- minister ds. przedsiębiorczości i rozwoju: Troels Lund Poulsen (V)
- minister ds. imigracji, integracji i mieszkalnictwa: Inger Støjberg (V)
- minister spraw społecznych i wewnętrznych: Karen Ellemann (V)
- minister sprawiedliwości: Søren Pind (V)
- minister ds. klimatu i energii: Lars Christian Lilleholt (V)
- minister ds. dzieci, edukacji i równouprawnienia płci: Ellen Trane Nørby (V)
- minister zdrowia i osób starszych: Sophie Løhde (V)
- minister ds. podatków: Karsten Lauritzen (V)
- minister szkolnictwa wyższego i nauki: Esben Lunde Larsen (V, do 29 lutego 2016), Ulla Tørnæs (V, od 29 lutego 2016)
- minister obrony i współpracy nordyckiej: Carl Holst (V, do 30 września 2015), Peter Christensen (V, od 30 września 2015)
- minister ds. zatrudnienia: Jørn Neergaard Larsen (V)